# Centro Andaluz de Ciencia y Tecnología Marinas
El Centro Andaluz de Ciencia y Tecnología Marinas (CACYTMAR) és un institut de recerca mixt que depèn de la Universitat de Cadis i de la Conselleria d'Educació i Ciència de la Junta d'Andalusia, situat al campus de Puerto Real, a la província de Cadis.